# Douglas T 35-serie
De Douglas T 35-serie is een serie motorfietsen die het Britse merk Douglas produceerde van 1947 tot aan het einde van zijn bestaan in 1956.

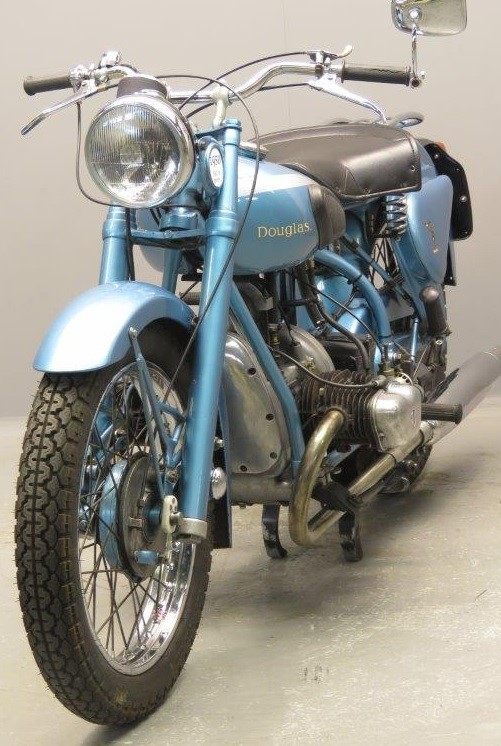

## Voorgeschiedenis
De gebroeders William en Edwin Douglas richtten de Douglas Engineering Company in 1882 in Bristol, aanvankelijk als smederij, maar later werd het een ijzergieterij. Een van hun klanten werd Light Motors Ltd., het bedrijf van Joseph L. Barter dat ook in Bristol gevestigd was en gemotoriseerde fietsen produceerde. Barter ontwikkelde het "Fée Bicycle System", waarbij een 200cc-boxermotor dwars in het frame gebouwd werd. Die motor dreef via een korte ketting een asje aan waarin de koppeling zat. Van daar af dreef een riem het achterwiel aan. De gebroeders Douglas goten zuigers en cilinders voor Barter en toen Light Motors in 1907 werd verkocht aan een bedrijf in Londen trad Joseph Barter als ontwerper en hoofdingenieur in dienst van de gebroeders Douglas die de productierechten van de motorfietsen overnamen.
Zo begon de productie van de Douglas-motorfietsen met de dwarsgeplaatste boxermotor die steeds verder werd doorontwikkeld, soms door kopkleppen toe te passen. De verkoop verliep goed, vooral omdat het merk tijdens de Eerste Wereldoorlog door mocht produceren voor het War Office, terwijl de meeste concurrenten hun motorfietsproductie moesten staken om andere oorlogsproducten (zoals wapens en munitie) te maken of helemaal niets konden produceren om staal en rubber te sparen. In de jaren twintig leverde men een uitgebreid scala aan toer-, sport- en racemotoren van 350- tot 750 cc.

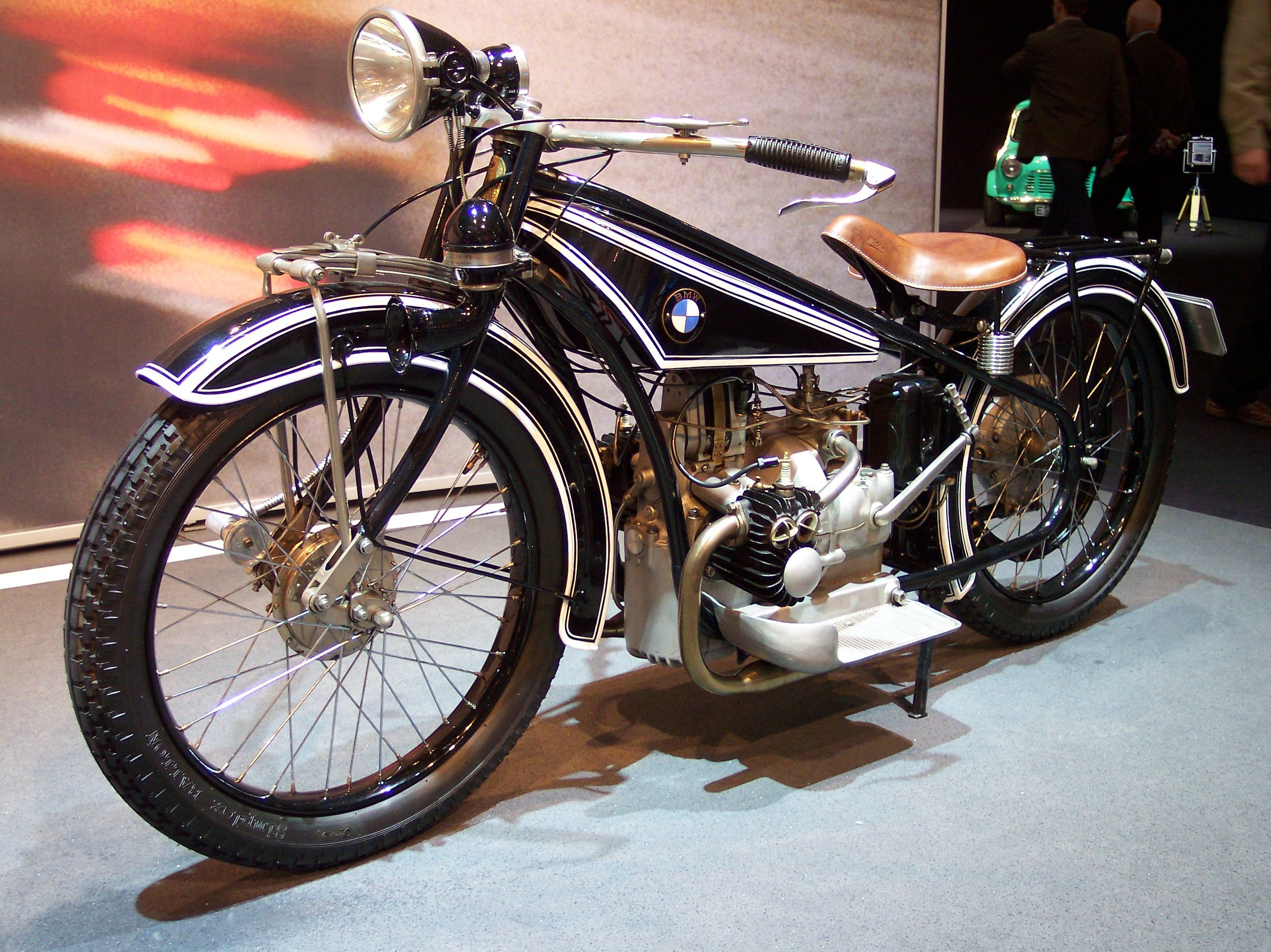
De BMW-motor was geïnspireerd op de Douglas-motor, maar was bij de allereerste BMW, de R 32, al langsgeplaatst, waardoor beide cilinders optimaal gekoeld werden.

### Dwarsgeplaatste motor
De motor bleef echter steeds dwars in het frame liggen, waardoor de achterste cilinder vooral wanneer er bij wegraces, clubmanraces, dirttrack- en speedwayraces veel vermogen werd gevraagd koelproblemen kreeg. Ingenieur Martin Stolle, die zelf een Douglas bezat, onderkende dit probleem al in 1923, toen hij Max Friz opdracht gaf om voor de Bayerische Flugzeugwerke (het latere BMW een motorfiets te bouwen. BFW leverde toen al de M2B15-motor als dwarsgeplaatste inbouwmotor aan merken als Corona, Bison, Heller, SMW en Victoria, maar ook voor de al bestaande eigen motorfiets van de Bayerische Flugzeugwerke, de Helios. Friz draaide de motor 90°, waardoor beide cilinders in de rijwind kwamen te liggen en bovendien de mogelijkheid van asaandrijving ontstond. Van dit concept is BMW nooit meer helemaal afgestapt.

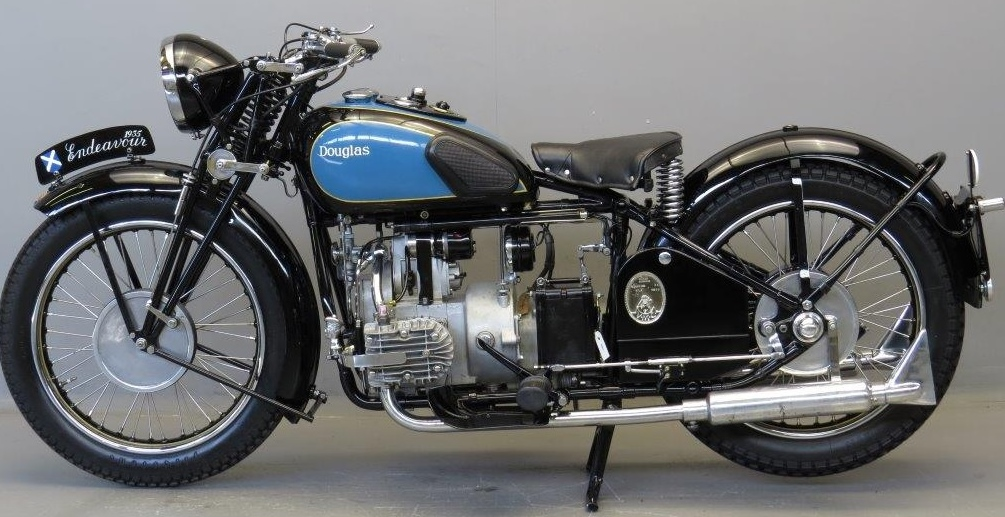
Douglas Endeavour uit 1935

### Langsgeplaatste motor
Terwijl BMW goede zaken deed met haar inmiddels langsgeplaatste motor, hield Douglas vast aan de dwarse plaatsing, tot in 1935 de 500cc-Douglas Endeavour verscheen. Het was slechts een probeersel, want tegelijk kwam de Douglas Blue Chief met dwarsgeplaatste motor uit en de Endeavour verdween al na een jaar. Toen had Douglas al aan de rand van het faillissement gestaan en was het overgenomen door vliegtuigbouwer Bond Aircraft & Engineering Co.. Tijdens de Tweede Wereldoorlog lag de productie wél stil, maar als vliegtuigbouwer kon Bond A&E wel aggregaten voor de Royal Air Force leveren. Ook dat waren tweecilinderboxermotoren. Door de bijdrage van de Britse strijdkrachten kon men die zo licht mogelijk bouwen, o.a. door gebruik van aluminium. Na de oorlog was er een surplus aan deze aggregaten, die in licentie ook bij BSA waren geproduceerd. Het bood Douglas de kans al vrij snel de motorfietsproductie weer op te pakken. Als eerste bouwde men een prototype voor het Ministry of Defence, een 600cc-machine die was geïnspireerd door de motor van de BMW R 61, die nu ook bij Douglas langsgeplaatst was. Vreemd genoeg had men afgezien van de cardanaandrijving en plunjervering van de BMW. De DV 60 had een star achterframe en kettingaandrijving. Er werden slechts 3 prototypen gebouwd en in 1948 de men met de DV 60 Mk II nog een vergeefse poging om een burgermodel te bouwen.

## Douglas T 35
De 350cc-T 35 was door George Halliday ontwikkeld en werd al in 1945 als prototype aan de pers getoond. Desondanks werden de eerste exemplaren pas in 1947 geproduceerd. De machine was gebaseerd op de tijdens de oorlog ontwikkelde aggregaten die Douglas o.a. voor de Royal Air Force maakte. Dat de motor van de T 35 eigenlijk uit de oorlogsproductie kwam, was bij sommige voorserie-exemplaren in 1946 nog te zien. Soms was er nog een vooroorlogse koperen carburateur gemonteerd en de kleppendeksels waren niet allemaal hetzelfde. Bij sommige stond de naam "Douglas" op een rechthoekige achtergrond. Dat waren Douglas-aggregaten die bij BSA waren gebouwd. Al vanaf het begin veroorzaakte de motor problemen. Als aggregaat was hij bedoeld om met een constant toerental te draaien en de wisselende toerentallen zorgden voor problemen. Zo kreeg de machine al vrij snel een slechte reputatie wegens de gebrekkige betrouwbaarheid. Het rijwielgedeelte oogstte aanvankelijk juist lof: de voorvering werd verzorgd door de Douglas Radiadraulic geduwde schommelvork en torsievering achter. Toch kende ook dit problemen door brekende framebuizen en de snelle slijtage van de scharnierpunten van de voorvering.

### Motor
De motor was een luchtgekoelde langsgeplaatste tweecilinderboxermotor met aanvankelijk gietijzeren cilinders en cilinderkoppen. De boring/slagverhouding bedroeg 60,8 x 60 mm en de motor leverde ongeveer 21 pk bij 6.000 toeren per minuut. De motor werd gesmeerd door een wet-sumpsysteem en gevoed door een Amal Type 4-carburateur.

### Transmissie
De vierversnellingsbak was - zoals bij BMW - in het blok gebouwd, achter de enkelvoudige droge plaatkoppeling. De secundaire transmissie verliep via een ketting.

### Rijwielgedeelte
De T 35 had een dubbel wiegframe met de radiadraulic-voorvork en torsievering achter. De duovoetsteunen waren aan het frame bevestigd, waardoor ze niet meeveerden, wat voor een passagier comfortabeler was. Ook het voorspatbord veerde niet met het voorwiel mee en was daarom nogal hoog geplaatst. De voorvork, met 150 mm veerweg, werkte erg goed waardoor de machine al snel populair werd bij grasbaanracers.

## Douglas Mk III, Mk III De Luxe, Mk III Sports, T 35 Competition
Om de problemen op te lossen nam Douglas drastische maatregelen: men huurde Sunbeam-ontwerper Erling Poppe in als technisch directeur en oud Norton- en NSU-ingenieur Walter Moore als bedrijfsleider in en bovendien kwam voormalig coureur en ontwerper van de Douglas S 5 en -S 6 Freddie Dixon terug om de T 35 grotendeels te herzien. Dixon verstevigde het frame en paste de cilinderkoppen aan, waardoor de grootste problemen werden opgelost. Zijn wijzigingen aan de verbrandingskamers hadden ook gevolgen voor de cilinder en de positie van de bougies. Vandaar dat de kleppendeksels een kleine inkeping kregen om de bougies bereikbaar te houden. Ook verdween de merknaam van de kleppendeksels. Het blauwe zijpaneel van de tank liep nu over de volle lengte van de tank door. Er kwam een "Sports"-versie met omhooggebogen uitlaten, die de gereedschapskastjes boven de versnellingsbak onbereikbaar zouden maken. Daarom kwamen er twee aluminium kastjes op het achterframe. De Sports was ook echt sneller door de gewijzigde nokkenas, die in totaal ruim 60° meer openingstijd van de kleppen leverde. Beide machines leverden iets meer vermogen, wat ook nodig was omdat ze met hun 180 kg bepaald niet licht waren. Men bracht van de Mk III ook een De Luxe en een sportversie uit en voor de trialsport de T 35 Competition die geen achtervering had een ook een kortere veerweg aan de voorkant. Daarom was het voorspatbord minder hoog geplaatst. De Competition was een terreinmotor die dankzij een prototype van een nooit uitgebracht T 35-model en star achterframe kreeg. De motor was hoger in het frame gebouwd om meer bodemvrijheid te verkrijgen en de uitlaten waren omhooggebogen. De eerste twee versnellingen waren zeer laag gegeared.

## Douglas Mk IV, Mk IV Sports
In 1949 verscheen de Mk IV in toer- en sportversie. De machine verschilde nauwelijks van de Mk III, maar het voorspatbord was nu aan de onderste links van de schommelvork bevestigd en veerde dus mee. Daardoor kon een eleganter spatbord dat vlak boven het voorwiel zat gebruikt worden. Bij de Mk IV waren de verschillen tussen het standaard- en het sportmodel veel kleiner dan bij de Mk III. De Mk IV Sports had een vlak en daardoor lager stuur en omhooggebogen uitlaten. Het frame was zwart, de tank blauw met zilveren zijpanelen en een verchroomde bies. Beide modellen hadden nu aluminium gereedschapskistjes aan het achterframe.

## Douglas Mk V
De Mk V-serie kende geen sportmodel, omdat inmiddels de Plus 80 en Plus 90 sportmotoren geleverd werden. De zwarte kleur van het frame verviel en de machine was nu helemaal polychroomblauw of als optie polychroomgroen. De tank was in hoogte verstelbaar om de kniekussens aan het formaat van de rijder aan te passen. Bij de latere modellen kon ook een Ferridax-duozadel geleverd worden. De Mk V werd geproduceerd van oktober 1950 tot in juni 1954, maar op het laatst waren de productieaantallen zeer laag: in heel 1953 slechts 141 exemplaren en in het eerste halfjaar van 1954 126.

## Douglas Mk VI Dragonfly
Nadat de productie van de Mk V beëindigd was duurde het zes maanden voordat de Mk VI "Dragonfly" verscheen. Dat kwam mogelijk omdat de volledige productiecapaciteit nodig was voor de Vespa-scooters. Er waren veel wijzigingen doorgevoerd. De ontsteking verliep door een bobine met een verdeler boven de motor onder een aluminium afdekking. De kleppendeksels waren ovaal en er was nog maar één enkele carburateur boven het vliegwielhuis gemonteerd, terwijl de zeer lange inlaatbuizen deels door het vliegwielhuis liepen. Het frame was helemaal nieuw, met een normale swingarm met twee schokdempers achter en een sierlijke Earles voorvork aan de voorkant. De tank was groter en vormde op het oog een geheel met de koplamp, die ook aan de tank vastzat. Tot framenummer 1275/6 werden Mk V naven en trommelremmen gebruikt, maar toen de voorraad op was werden ze vervangen door "British Hub" naven en remmen. Het prototype heette nog "Dart", maar Daimler had daar bezwaar tegen omdat dat merk de Daimler Dart had ontwikkeld.

## Douglas Plus 80 en Plus 90
De Plus 80 en Plus 90-machines waren pure sportmodellen, bedoeld voor clubmanraces. De namen kwamen van de gegarandeerde topsnelheid: 80 mijl per uur en 90 mijl per uur. De Plus 80 was roodbruin met chroom, de Plus 90 goudkleurig met chroom. De motorblokken onderscheidden zich van andere modellen door de zeer grote koelribben op de cilinderkoppen. Een aantal exemplaren had aluminium cilinders, die problemen opleverden doordat ze een ander uitzettingscoëfficiënt hadden dan de stalen bevestigingsbouten van de cilinderkoppen. Door het warm worden van de cilinders konden die bouten uit het carter getrokken worden. De Plus-modellen zijn ook herkenbaar aan de geschroefde koplamporen, die bij de andere typen (behalve de Competition-modellen) aan de voorvork gelast waren. Dit was nodig om de koplamp compleet met de lamporen te verwijderen voor races. Voor die races was ook een groot aantal accessoires beschikbaar: grotere tanks, TT-carburateurs, aluminium velgen, andere versnellingsbaktandwielen, racemagneten en drie verschillende nokkenassen. Of een machine als Plus 90 of Plus 80 door het leven ging werd bepaald op de testbank: als een motor minder dan 25 pk leverde werd hij in een Plus 80-frame gemonteerd. Zodoende werden eigenlijk alleen de Plus 90's door amateurracers gekocht, maar niet lang, want de machine stond al snel in de schaduw van de 350cc-BSA Gold Star.

## Technische gegevens
| Douglas                | T 35                                                 | Mk III                                               | Mk III De Luxe                                       | Mk III Sports                                        | T 35 Competition                                     | Mk IV                                                | Mk IV Sports                                         | Plus 80                                              | Plus 90                                              | Mk V                                                 | Mk VI Dragonfly                                      |
| ---------------------- | ---------------------------------------------------- | ---------------------------------------------------- | ---------------------------------------------------- | ---------------------------------------------------- | ---------------------------------------------------- | ---------------------------------------------------- | ---------------------------------------------------- | ---------------------------------------------------- | ---------------------------------------------------- | ---------------------------------------------------- | ---------------------------------------------------- |
| Periode                | 1947-1948                                            | 1948-1949                                            | 1948-1949                                            | 1948-1949                                            | 1948-1951                                            | 1949-1950                                            | 1949-1950                                            | 1950-1953                                            | 1950-1953                                            | 1950-1954                                            | 1955-1957                                            |
| Categorie              | Toer                                                 | Toer                                                 | Toer                                                 | Sport                                                | Trial                                                | Toer                                                 | Sport                                                | Clubmanracer                                         | Clubmanracer                                         | Toer                                                 | Toer                                                 |
| Motortype              | Kopklepmotor                                         | Kopklepmotor                                         | Kopklepmotor                                         | Kopklepmotor                                         | Kopklepmotor                                         | Kopklepmotor                                         | Kopklepmotor                                         | Kopklepmotor                                         | Kopklepmotor                                         | Kopklepmotor                                         | Kopklepmotor                                         |
| Bouwwijze              | Luchtgekoelde langsgeplaatste tweecilinderboxermotor | Luchtgekoelde langsgeplaatste tweecilinderboxermotor | Luchtgekoelde langsgeplaatste tweecilinderboxermotor | Luchtgekoelde langsgeplaatste tweecilinderboxermotor | Luchtgekoelde langsgeplaatste tweecilinderboxermotor | Luchtgekoelde langsgeplaatste tweecilinderboxermotor | Luchtgekoelde langsgeplaatste tweecilinderboxermotor | Luchtgekoelde langsgeplaatste tweecilinderboxermotor | Luchtgekoelde langsgeplaatste tweecilinderboxermotor | Luchtgekoelde langsgeplaatste tweecilinderboxermotor | Luchtgekoelde langsgeplaatste tweecilinderboxermotor |
| Boring                 | 60,8 mm                                              | 60,8 mm                                              | 60,8 mm                                              | 60,8 mm                                              | 60,8 mm                                              | 60,8 mm                                              | 60,8 mm                                              | 60,8 mm                                              | 60,8 mm                                              | 60,8 mm                                              | 60,8 mm                                              |
| Slag                   | 60,0 mm                                              | 60,0 mm                                              | 60,0 mm                                              | 60,0 mm                                              | 60,0 mm                                              | 60,0 mm                                              | 60,0 mm                                              | 60,0 mm                                              | 60,0 mm                                              | 60,0 mm                                              | 60,0 mm                                              |
| Cilinderinhoud         | 348,4 cc                                             | 348,4 cc                                             | 348,4 cc                                             | 348,4 cc                                             | 348,4 cc                                             | 348,4 cc                                             | 348,4 cc                                             | 348,4 cc                                             | 348,4 cc                                             | 348,4 cc                                             | 348,4 cc                                             |
| Carburateur(s)         | Amal Type 4                                          | Onbekend                                             | Onbekend                                             | Onbekend                                             | Onbekend                                             | Onbekend                                             | Onbekend                                             | Amal TT                                              | Amal TT                                              | Onbekend                                             | Onbekend                                             |
| Smeersysteem           | Wet-sump                                             | Wet-sump                                             | Wet-sump                                             | Wet-sump                                             | Wet-sump                                             | Wet-sump                                             | Wet-sump                                             | Wet-sump                                             | Wet-sump                                             | Wet-sump                                             | Wet-sump                                             |
| Max. Vermogen          | 21 pk bij 6.000 TPM                                  | Onbekend                                             | Onbekend                                             | Onbekend                                             | Onbekend                                             | Onbekend                                             | Onbekend                                             | ca. 24 pk                                            | Minimaal 25 pk                                       | Onbekend                                             | Onbekend                                             |
| Topsnelheid            | ca. 70 MPH                                           | ca. 70 MPH                                           | ca. 70 MPH                                           | ca. 70 MPH                                           | ca. 70 MPH                                           | ca. 70 MPH                                           | ca. 70 MPH                                           | 80 MPH                                               | 90 MPH                                               | ca. 70 MPH                                           | ca. 70 MPH                                           |
| Primaire aandrijving   | Tandwielen                                           | Tandwielen                                           | Tandwielen                                           | Tandwielen                                           | Tandwielen                                           | Tandwielen                                           | Tandwielen                                           | Tandwielen                                           | Tandwielen                                           | Tandwielen                                           | Tandwielen                                           |
| Koppeling              | Enkelvoudige droge plaat                             | Enkelvoudige droge plaat                             | Enkelvoudige droge plaat                             | Enkelvoudige droge plaat                             | Enkelvoudige droge plaat                             | Enkelvoudige droge plaat                             | Enkelvoudige droge plaat                             | Enkelvoudige droge plaat                             | Enkelvoudige droge plaat                             | Enkelvoudige droge plaat                             | Enkelvoudige droge plaat                             |
| Versnellingen          | 4                                                    | 4                                                    | 4                                                    | 4                                                    | 4                                                    | 4                                                    | 4                                                    | 4                                                    | 4                                                    | 4                                                    | 4                                                    |
| Secundaire aandrijving | Ketting                                              | Ketting                                              | Ketting                                              | Ketting                                              | Ketting                                              | Ketting                                              | Ketting                                              | Ketting                                              | Ketting                                              | Ketting                                              | Ketting                                              |
| Rijwielgedeelte        | Dubbel wiegframe                                     | Dubbel wiegframe                                     | Dubbel wiegframe                                     | Dubbel wiegframe                                     | Dubbel wiegframe                                     | Dubbel wiegframe                                     | Dubbel wiegframe                                     | Dubbel wiegframe                                     | Dubbel wiegframe                                     | Dubbel wiegframe                                     | Dubbel wiegframe                                     |
| Voorvork               | Radiadraulic                                         | Radiadraulic                                         | Radiadraulic                                         | Radiadraulic                                         | Radiadraulic                                         | Radiadraulic                                         | Radiadraulic                                         | Radiadraulic                                         | Radiadraulic                                         | Radiadraulic                                         | Earles                                               |
| Achtervork             | Swingarm met torsievering                            | Swingarm met torsievering                            | Swingarm met torsievering                            | Swingarm met torsievering                            | Swingarm met torsievering                            | Swingarm met torsievering                            | Swingarm met torsievering                            | Swingarm met torsievering                            | Swingarm met torsievering                            | Swingarm met torsievering                            | Swingarm met twee schokdempers                       |
| Remmen                 | Trommelremmen                                        | Trommelremmen                                        | Trommelremmen                                        | Trommelremmen                                        | Trommelremmen                                        | Trommelremmen                                        | Trommelremmen                                        | Trommelremmen                                        | Trommelremmen                                        | Trommelremmen                                        | Trommelremmen                                        |